# Sabí de Bigorra
Sabí de Bigorra o de Barcelona (Barcelona?, s. IV - Saint-Savin, Bigorra, 415 o 416) va ser un eremita que va viure als Pirineus, venerat com a sant per diverses confessions cristianes. És especialment venerat a la Gascunya i Aragó.

## Vida
Sabí havia nascut a Barcelona en una família rica., al final del segle iv. Va rebre una bona educació i aviat quedà orfe de pare. Sota la cura de la seva mare, en créixer va decidir de consagrar-se a la vida religiosa. Havia sentit parlar de Martí de Tours, la vida del qual havia escrit feia poc Sulpici Sever. Cap al 398, Sabí anà a Tolosa i trobà Sulpici Sever, que es convertí en el seu director espiritual; Sulpici es va retirar a Primuliacum, des d'on visità les fundacions de Martí, Ligugé i Marmoutier. Sabí l'acompanyà i anà a Roma, on visità Sant Paulí de Nola, fent de missatger de les cartes que es van intercanviar. (la carta 17 a Sever, de 399). En tornar, Sabin restà a Ligugé durant tres anys, però en marxar per fer vida eremítica en solitud.
Havia sentit parlar de la fundació d'Arborius, deixeble de Martí, a les muntanyes de Bigorra, vora la qual Orenci, un monjo procedent de la Tarraconense, com Sabí, volia establir un monestir.

### Vida com a eremita
Sabí marxà cap a l'Aquitània amb un company; en arribar a la vall de Lavedan, trobà l'abat Frònim al Palatium Aemilianum, fundat per Arbori, al voltant del qual creixeria l'actual poble de Saint-Savin (Alts Pirineus). Sabí cercà un lloc apartat a les muntanyes properes i s'hi establí com a eremita; Frònim l'acompanyà i l'instruí durant el primer any, ajudant-lo a construir-hi un estatge i tornant després al monestir.
Sabí hi visqué tretze anys, en la més absoluta austeritat i amb tota mena de privacions. Un text de 945 qualifica Sabí de miraculorum patrator ineffabilis (autor de miracles inexplicables, i narra alguns dels miracles que se li van atribuir, com guaricions), vir doctrina admirabilis (admirable per la seva doctrina) i doctor exilis (doctor d'estil sec, per la seva austeritat en el parlar). Lluità contra el paganisme dels vascons, que tenien a prop un santuari als déus.
Orenci, eremita que havia fundat el monestir a la mateixa vall del Lavedan, va ser elegit bisbe d'Auch. Va pensar que Sabí podria substituir-lo davant la comunitat i el va nomenar abba (pare espiritual) dels anacoretes de la zona. Sabí no abandonà, però, la seva ermita. A l'edat de quaranta anys, més o menys, va emmalaltir greument i morí el 9 d'octubre de l'any 415 o 416.
Sebollit, al voltant de la seva tomba van tenir lloc nombrosos miracles.

## Veneració
De ben aviat, Sabí va ser venerat com a sant. Aviat se’n va redactar una Vita Sabini i s'aixecà una església sobre la seva tomba, vora el monestir de Frònim, cap al segle VII. El 900 ja se cita l'abadia benedictina de Sant Sabí del Lavedan, ampliada en diverses ocasions i consagrada definitivament el 1140. De llavors també data l'edifici construït sobre l'ermita, anomenat Pouy Aspé, que es destruí en 1795 i no va ser reedificat fins al 1861.
Al segle xii, el culte a Sabí s'havia estès per la Gascunya i Aragó, però es va veure reduït, en part per la reforma del breviari feta per Pius V. Les restes del sant es conserven a la basílica de Saint-Savin-en-Lavedan, l'altar major de la qual és sobre la tomba del sant.

## El fals Sant Sabí del segle VIII
Una tradició posterior ubica Sant Sabí al temps de Carlemany. El 1677, al Monasticon Benedictinum i documents posteriors consagren aquesta data que acaba imposant-se. Ja al segle xiii, el Cartulari de Sant Sabí, esmenta, sense cap rigor ni fonament històric, una suposada intervenció de Carlemany en la fundació o reconstrucció de l'abadia, a partir del text d'una crònica del segle xi. Sembla que llavors es va produir la confusió: es va pensar que el monestir anterior, restaurat el 945, havia estat dedicat a Sant Martí, i que si no ho havia estat a Sant Sabí era perquè aquest havia estat contemporani del pretès fundador, és a dir, de Carlemany.
En 1624, quan l'abadia passa a la congregació de Saint-Maur, els monjos d'aquesta falsifiquen la història: fan precedir la crònica del segle xi, on narra la fundació del monestir, d'un preàmbul falsificat, "arcaic", on consta la intervenció de Carlemany en una reconstrucció de 778, sense cap fonament històric, però. Aquesta data es va transmetent i, finalment, el 1677, el Monasticum Benedictinum, per tal de quadrar les dades, admet un cenobi primitiu del segle vi, però passa la vida de Sant Sabí al segle viii, uns anys abans de la coronació de Carlemany, que poc després hauria fet construir l'abadia.
Aquesta llegenda, sense cap prova ni element històric, fa que Sabí sigui fill del comte de Barcelona (que llavors era el visigot Berà, fill de Sant Guillem I de Tolosa i parent de Carlemany) i nebot d'Hentili de Poitiers. Hauria estat monjo benedictí a Ligugé i, en 850, monjo al monestir que havia fundat Fròmin a Lavedan, que Carlemany restauraria en 786.
Encara el 1920, l'historiador Meillon datava l'arribada de Sabí a Poitiers el 778, i a Lavedan en 781, i la seva mort en 794. Les mencions que fan a Sabí autors com Paulí de Nola, Sulpici Sever o manuscrits posteriors, que sempre esmenten l'antiguitat de Sabí, o la mateixa Vita Sabini, anònima però d'un estil proper a Venanci Fortunat, no deixen lloc al dubte i situen la vida de Sabí al segle v.